# 格林施塔特
格林施塔特（德語：Grünstadt，發音：[ˈɡʁʏnˌʃtat] ⓘ）是德国莱茵兰-普法尔茨州巴特迪克海姆县的城市，面积18.09平方千米，2023年12月31日人口为14,169人。